# 예멘의 종교
예멘의 종교 (2020년 추정치)

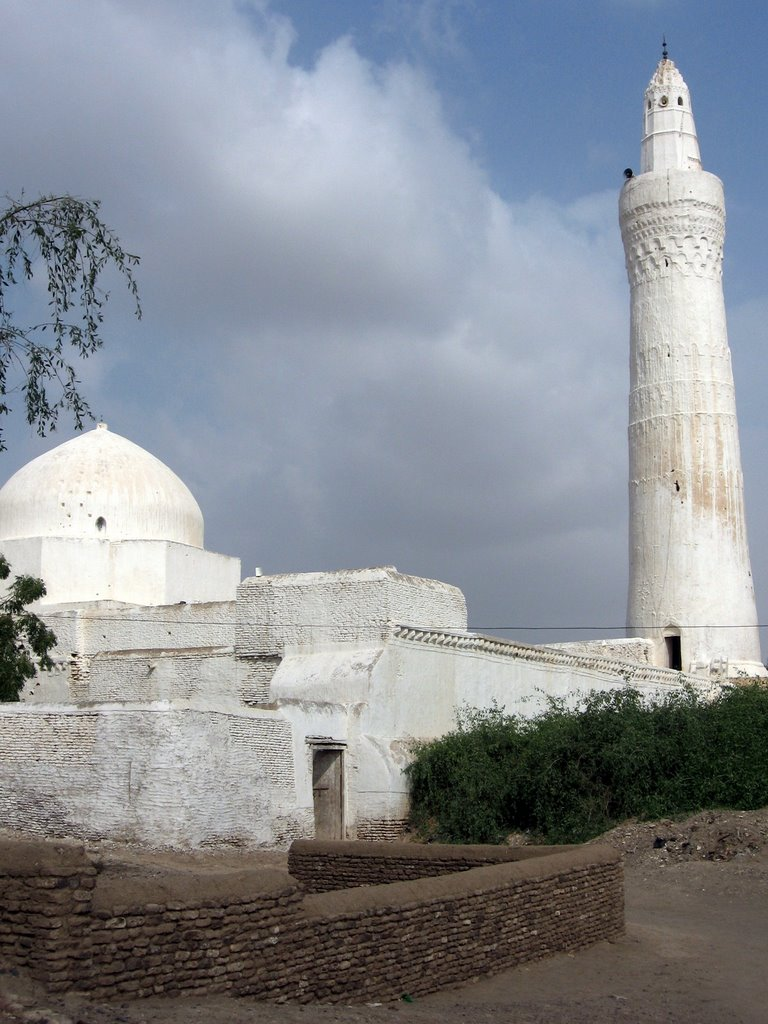
예멘 자비드의 모스크

예멘은 이슬람교 사회이다. 거의 모든 예멘인들은 무슬림들이며, 대략 55%가 시아파 신자이고 대략 44%가 수니파 신자이다. 예멘인들 중에,  약 1,000명 정도는 기독교인들이고, 2016년에 유대교 신자는 여섯 명이 남아 있었다. 그렇지만, Pew-Templeton 측에서는 기독교인들의 수가 높으면 40,000명에 이를 것으로 추정하나, 그들 대부분이 종교적 박해에 대한 두려움으로 정체성을 공개적으로 나타내지 않는다고 하였다. WIN/Gallup 인터내셔널의 조사에 따르면, 예멘은 아랍 국가들 중에서 가장 종교 색채가 강하며 전세계적으로 보더라도 그렇다고 한다.

## 소수 종교 집단
유대인들은 가장 오래된 아브라함계 종교 소수 집단이다. 예멘의 거의 모든 유대인들은 이민을 간 상황이다. 2007년 1월 이래로, 옛 사다주에 있던 유대인 공동체의 45명은 후티 반군의 위협을 느껴 고향을 떠나  주 정부의 보호와 관심 하에 사나에서 거주하고 있다. 유대인 공동체는 사다에 있는 시나고그들을 포기하였다. 2008년 기준, 400명 미만의 유대인들이 예멘의 북부에 남아 있었으며 주로 암란주에 있고 암란주에는 최소한 한 개 이상 운영되고 있는 시나고그가 있다. 2022년 기준, 예멘에는 유대인이 8명 이하가 남아 있다.
2017년, 예멘 내 거의 힌두교인 202,700명 (전체 인구의 0.7%)이 있으며, 이 중에 대다수는 인도인들이다. 아덴에 운영 중인 힌두교 사원 네 곳이 있다. 힌두교인의 다수는 구자라트 출신이고 아덴 식민지 시절 대영제국 때 이민왔다. 2022년, 정확한 수치는 없으나 예멘 내 인도 국민 3,000명 미만이 있다.
2008년, 소수 종교 집단 중에, 기독교인들이 대략 1,000명이 있었고 대부분의 유대인들은 항상 공공 장소에서 예배를 하지는 않지만 어느 정도의 정식적인 종교 의식에 참여하고 있었다.
2010년, Pew-Templeton 측에서 예멘 내 기독교인의 수가 40,000명이며, 이들 중 대다수는 소수 종교 집단에 대한 박해로 인해 공개적으로 기독교인이라 밝히지 않고 있다고 한다. 예멘 전 지역에 걸쳐 기독교인이 3,000명이 있고, 이들 중 다수는 피난민들이나 임시적으로 거주하는 외국인들이다. 아덴에 교회당이 네 곳 있으며 세 곳은 로마 가톨릭교회 그리고 한 곳은 성공회 소속이다. 2014년, 에티오피아 터와흐도 정교회는 사나, 아덴, 외 다른 도시들에서 매주 종교 의식을 열고 있다.

### 선교 활동
기독교 선교사들 및 선교 집단이 연계된 비정부 단체 (NGO)들이 예멘에서 활동하고 있으며, 이들 대부분은 의료 활동 제공등에 활동들이 제한되어 있다. 그 외에는 교육과 사회 서비스 활동에 종사하고 있다. 예멘 정부로부터 초청받은 애덕 수녀회는 사나, 타이즈, 호데이다, 아덴 등에서 빈자와 장애인 들을 위한 거주지를 운영하고 있다. 스웨덴의 한 파견 단체는 타이즈에서 장애인과 빈자 들을 위한 기술 학교를 운영한다. 또한 사다에서도 의료 파견 단체가 있었으나, 2007년 1월에 이 단체는 전쟁을 피해 대피했다고 전해진다. 이들은 전쟁 피해자들에 대한 의료 도움을 주기 위해 해당 지역에 남아 있다고 여겨진다. 또 다른 파견 단체가 아덴에서 자선 치료소 두 곳을 운영했었다.
예멘 내 종교의 자유가 부족함에도, 2015년의 한 글로벌 인구 조사에 따르면 이슬람교에서 기독교인으로 개종자가 약 400명이 있었다고 하며, 그렇지만 이들 모두가 반드시 예멘 시민권자임을 뜻하지는 않는다.

## 종교의 자유
예멘 헌법은 이슬람교가 국교임을 명시하고 있다. 예멘 헌법은 사상과 표현의 자유에 대해서는 나타내나, 종교의 자유에 대해서는 언급하지 않고 있다. 또한 이슬람교에서 다른 종교로 개종 및 이슬람교도들에 대한 선교 행위를 금지하고 있다. 배교가 사형죄에 해당한다.
공립 학교들은 초등과 중등 수준에서 이슬람교를 가르쳐야만 한다. 또한 수니파와 시아파 학생들에게 동일한 커리큘럼을 가르칠 것을 요구하고 있지만, 후티가 장악하고 있는 지역들에서는 이를 강제할 수 없고, 자이드파의 원칙들이 가르쳐진다. 예멘 정부가 인가 받지 않은 종교 학교들이 공식 교육 과정에서 벗어나고 공격적인 이데올로기를 촉진시킬 것을 우려하기에, 4,500개 이상의 학교들이 폐쇄되었고, 강제 추방당한 외국인 학생들이 비인가 학교에서 수학하고 있다.
2023년, 예멘은 종교의 자유에 있어 4점 중 1점을 기록했다. 같은 해, 예멘은 기독교인들이 살기 어려운 국가 3위에 올랐다.

## 같이 보기
- 예멘의 이슬람교
- 예멘의 기독교
- 예멘계 유대인
- 예멘의 시아파